# 피레네자틀랑티크주의 캉통
프랑스 피레네자틀랑티크주에는 총 27개의 캉통이 속해 있다. 2015년 3월 행정구역 총개편으로 인해 현재는 다음과 같이 설치되어 있다.
- 앙글레
- 아르티에페드수베스트르
- 바욘 1
- 바욘 2
- 바욘 3
- 비아리츠
- 빌레르에코토드쥐랑송
- 르쾨르드베아른
- 앙다예코트바스크쉬드
- 레스카가브에테르뒤퐁롱
- 몽타뉴바스크
- 니브아두르
- 올로롱생트마리 1
- 올로롱생트마리 2
- 오르테제테르데가브제뒤셀
- 오종가브에리브뒤네즈
- 포 1
- 포 2
- 포 3
- 포 4
- 페드비다슈아미쿠즈에오스티바르
- 페드모를라제뒤몽타네레스
- 생장드뤼즈
- 테르드뤼제코토뒤비크빌
- 위스타리츠발레드니브에니벨
- 발레드루스에뒤라구앵